# Instituto do Mundo Árabe
O Instituto do Mundo Árabe (IMA, em francês: Institut du monde arabe) é um instituto cultural francês dedicado ao mundo árabe. Está localizado no coração da histórica Paris, no 5.º arrondissement, na Place Mohammed-V, entre o Quai Saint-Bernard e o Campus de Jussieu. O edifício foi projetado por um coletivo de arquitetos (Jean Nouvel e Architecture-studio) que tentam uma síntese entre a cultura árabe e a cultura ocidental.
A construção desSe edifício, embora fazendo parte da política de grandes obras desejada por François Mitterrand, foi decidida pelo prazo de sete anos de Valéry Giscard d'Estaing com vista a melhorar as relações diplomáticas entre a França e os países árabes. O IMA foi inaugurado em 30 de novembro 1987 pelo presidente Mitterrand.
Às vezes é apelidado de “Beaubourg Árabe”, em referência ao Centro nacional de arte e cultura Georges Pompidou, conhecido como Centro Beaubourg. Em 2016, abriu uma filial em Tourcoing.

## Fundação

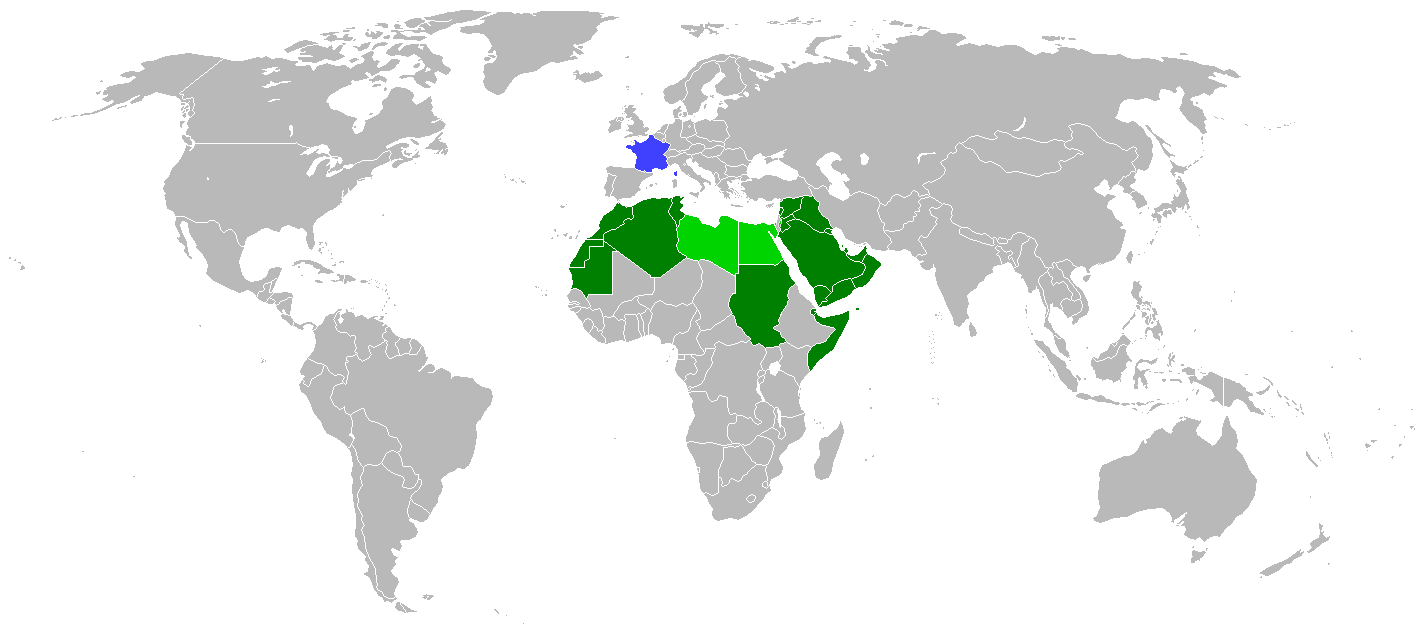
Mapa representando os estados membros do IMA.

O Instituto é apoiado por uma fundação criada em conjunto pela República Francesa e os seguintes Estados, todos membros da Liga Árabe: a Argélia, a Arábia Saudita, o Bahrein, o Catar, o Djibouti, os Emirados Árabes Unidos, o Iraque, a Jordânia, o Kuwait, o Líbano, o Marrocos, a Mauritânia, o Omã, a Somália, o Sudão, a Síria, a Tunísia, o Iêmen (na época, a República Democrática Popular do Iêmen e a República Árabe do Iêmen).
A escritura de fundação foi assinada em 28 de fevereiro 1980 na sede do Ministério das Relações Exteriores pelos embaixadores destes estados:

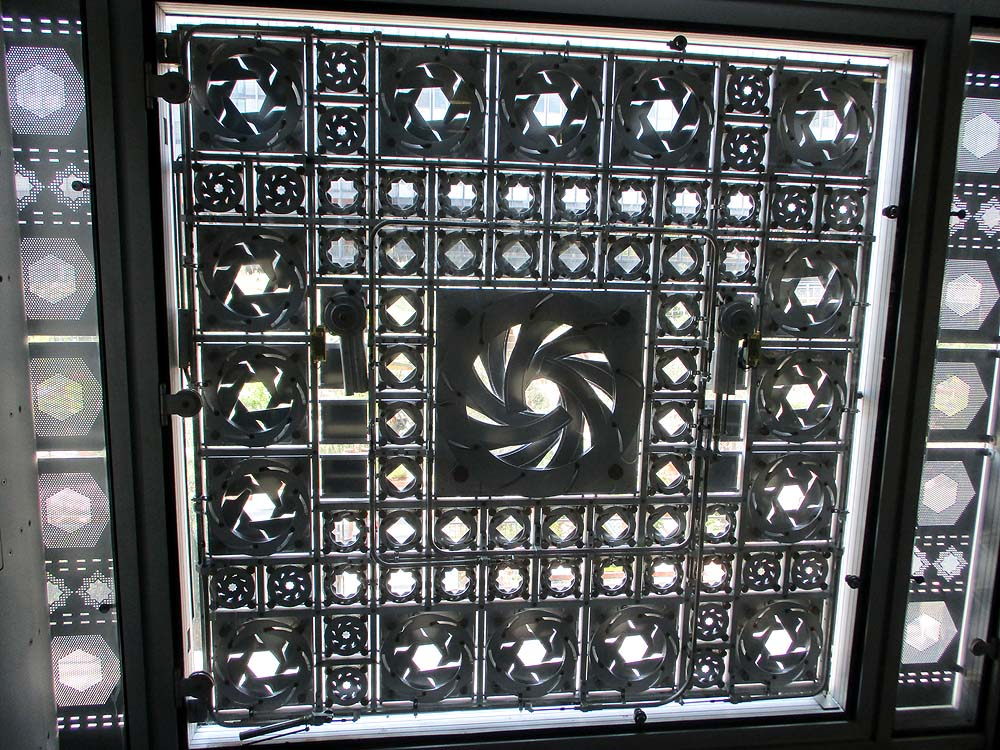
Detalhe da construção.

- Mohamed Sahnoun (embaixador da Argélia);
- Jamil Al Hejailan (embaixador da Arábia Saudita);
- Salman Al Sabagh (embaixador do Bahrein);
- Hamad ben Abdelaziz al-Kawari (embaixador do Catar);
- Ahmed Ibrahim Abdi (embaixador do Djibuti);
- Khamis Butty Al Rhumaithy (encarregado de relações internas pelo embaixador dos Emirados Árabes Unidos);
- Nouri Ismael El Wayes (embaixador do Iraque);
- Taher N. Masri (embaixador da Jordânia);
- Issa A. Al Hamad (embaixador do Kuwait);
- Sami Kronfol (encarregado de relações internas pelo embaixador do Líbano);
- Youssef Ben Abbes (embaixador de Marrocos);
- Seck Mame N'Diack (embaixador da Mauritânia);
- Hamad Macki (embaixador do Omã);
- Mohamed Warsame (embaixador da Somália);
- Bachir Bakri (embaixador do Sudão);
- Youssef Chakour (embaixador da Síria);
- Hédi Mabrouk (embaixador da Tunísia);
- Ahmed Daifellah Alazeib (embaixador da República Árabe do Iémen);
- Omar El Hureibi (encarregado de relações internas pelo embaixador da República Democrática Popular do Iémen).

Os estatutos foram aprovados pelos representantes dos estados fundadores em 23 de junho de 1980.
A esses estados fundadores juntaram-se posteriormente três membros da Liga Árabe que ainda não faziam parte dela: Líbia em 1988, depois Egito e Palestina em 1989.
Em 14 de outubro de 1980, a fundação também foi reconhecida de utilidade pública por um decreto do Ministro do Interior, Christian Bonnet, e do Ministro dos Negócios Estrangeiros, Jean François-Poncet.
Esta forma de estabelecimento é única, qualificada como sui generis.

## Arquitetura
A fachada norte está voltada para a Paris histórica, simboliza a relação com a cidade velha, presente de forma alusiva na fachada.

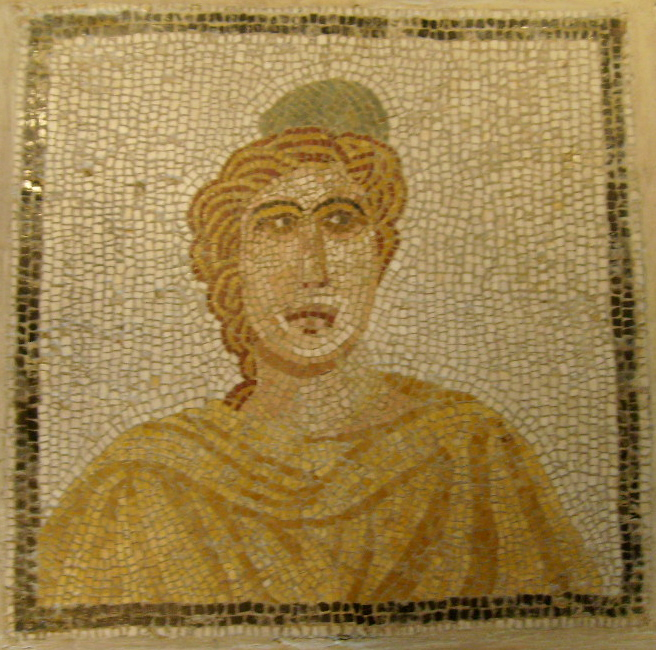
Exemplo de peça pertencente às coleções do IMA: um mosaico do século III descoberto em Althiburos na Tunísia.

Desenhada por Jean Nouvel e Architecture-Studio, a fachada sul retoma os temas históricos da geometria árabe, uma vez que é composta por 240 mucharabis. Estes são equipados com diafragmas que podem abrir e fechar; isso deveria ser feito inicialmente de acordo com a luz solar, para cumprir a função de regulador térmico, mas as Células fotoelétricas responsáveis pelo controle deste dispositivo apresentaram falhas, de forma que a abertura e o fechamento são agora feitos em cada mudança de hora.
O edifício recebeu o Prêmio de l'Équerre d'Argent em 1987, bem como um dos Prêmios Aga Khan de arquitetura concedidos durante seu 4º ciclo (1987-1989).

## A biblioteca

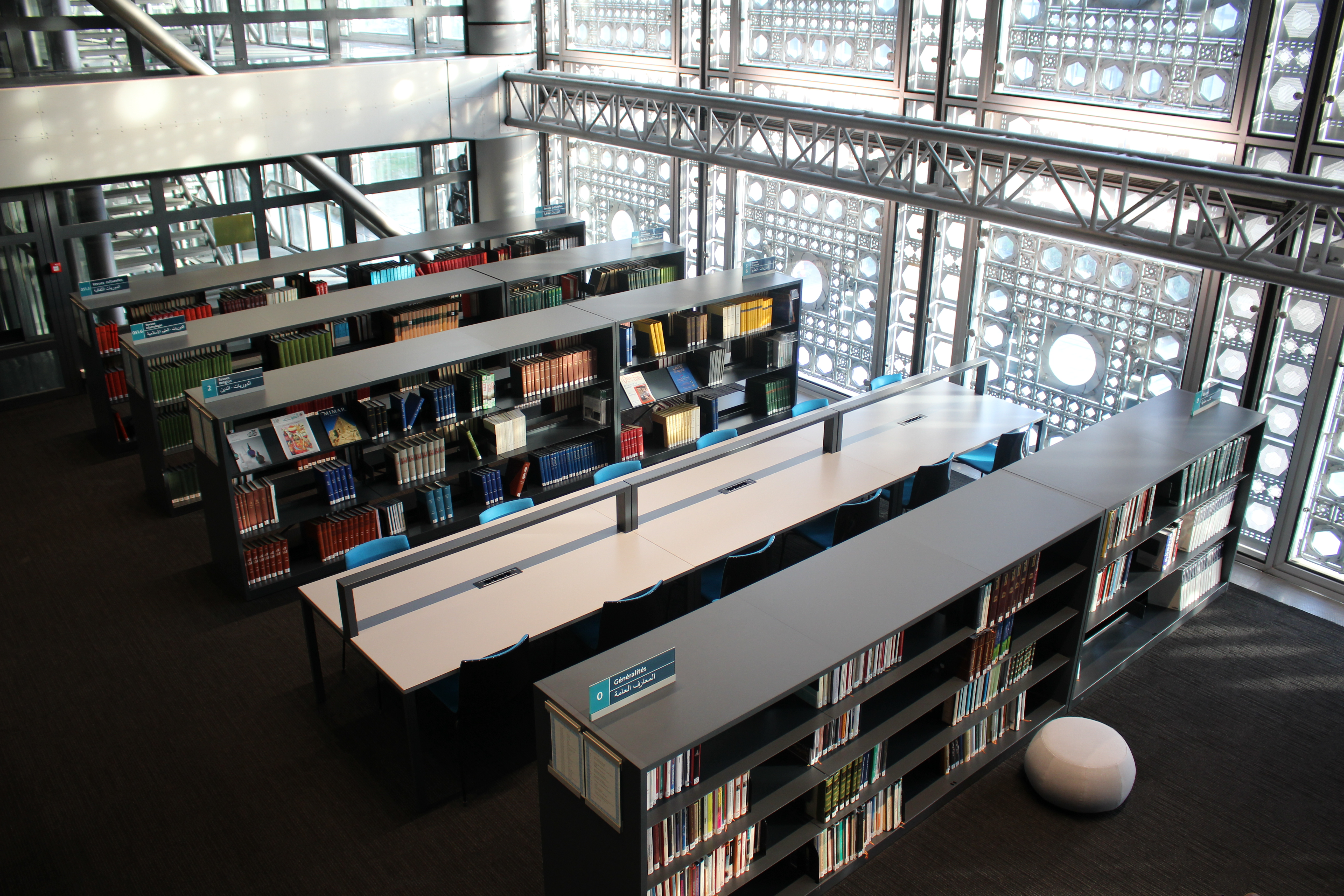
Biblioteca do IMA.

A biblioteca do Instituto do Mundo Árabe (BIMA) apresenta, por meio de suas coleções enciclopédicas e multilíngues, a cultura e a civilização árabes. Faz parte, portanto, de um dos objetivos traçados pelo IMA: desenvolver e aprofundar na França o estudo, o conhecimento e a compreensão do mundo árabe, sua língua, sua civilização e seus esforços para o desenvolvimento. Focado deliberadamente no período contemporâneo, o BIMA também reúne as fontes da cultura árabe clássica. Assim, busca atender às necessidades de especialistas e de um grande público. O acesso é gratuito e aberto para consulta de documentos no local. Para usufruir do empréstimo à habitação (pago e reservado aos residentes da Ilha de França), é necessário ter um cartão de leitor.
Após três anos de trabalho, a biblioteca do IMA foi reaberta em 31 de março de 2017. Elle propose 150 places assises sur trois salles de lecture reliées par la Tour des Livres dont les parois garnies des collections de littérature Ela dispõe de 150 lugares em três salas de leitura ligadas pela Torre dos Livros, cujas paredes são revestidas por coleções de literatura.

## Presidentes

### Presidentes do conselho de administração

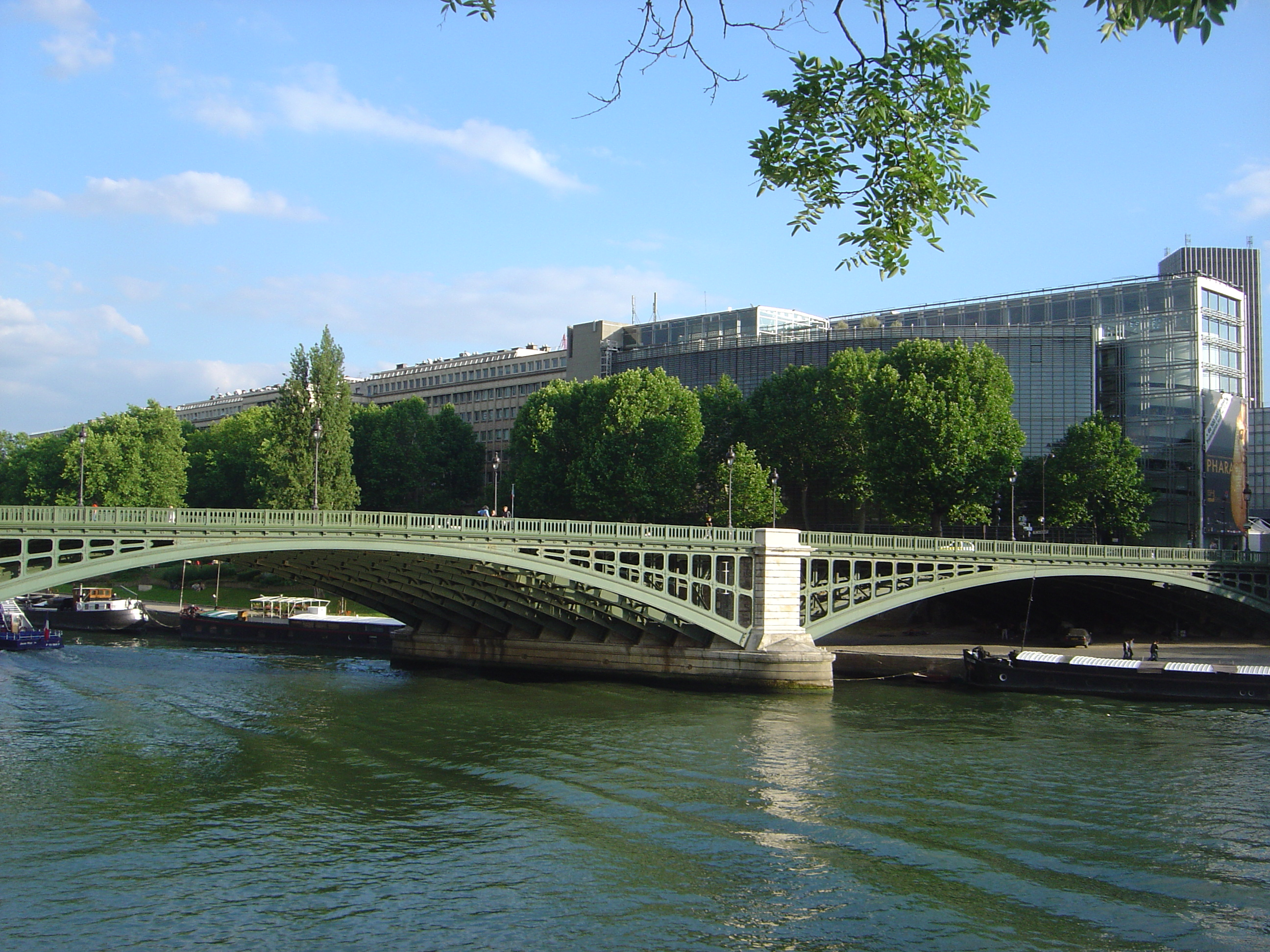
O edifício do IMA com a Ponte de Sully em primeiro plano.

- 1977-1980 : Jean Basdevant[14]
- 1980-1985 : Philippe Ardant[14]
- 1985-1986 : Pierre Guidoni[14]
- 1986-1988 : Paul Carton[14]
- 1988-1995 : Edgard Pisani
- 1995-2002 : Camille CabanaO edifício do IMA com a Ponte de Sully em primeiro plano.
- 2002-2004 : Denis Bauchard
- 2004-2007 : Yves Guéna
- 2007-2009 : Dominique Baudis
- 2009-2013 : Bruno Levallois

### Presidentes do Conselho Superior
- 2009-2011 : Dominique Baudis
- 2011-2012 : Renaud Muselier

### Presidente do Conselho de Administração e do Conselho Superior
- 2013 : Jack Lang